# Kettle Falls Railroad Bridge
Die Kettle Falls Railroad Bridge ist eine eingleisige Eisenbahnbrücke über den Columbia River. Sie liegt etwa fünf Kilometer nordwestlich der Ortschaft Kettle Falls im Nordosten des Bundesstaates Washington in den USA. Der Columbia ist hier zum über 240 Kilometer langen Franklin Delano Roosevelt Lake aufgestaut, der durch die Errichtung der Grand-Coulee-Talsperre ab 1941 entstand. Da der nördliche Teil des Stausees eine 1902 von der Great Northern Railway (GN) errichtete Brücke über den Columbia bei Marcus überflutete, wurde der Streckenverlauf vom Bureau of Reclamation etwa fünf Kilometer nach Süden zu den Stromschnellen Kettle Falls verlegt, wo schon eine Straßenbrücke bestand, die ebenfalls ersetzt werden musste. An den namensgebenden und ebenfalls überfluteten Stromschnellen entstanden so bis 1941 zwei parallel verlaufende Gerberträger-Fachwerkbrücken für die GN und den U.S. Highway 395. Die GN fusionierte 1970 mit anderen Eisenbahngesellschaften zur Burlington Northern Railroad, die wiederum 1995 in der BNSF Railway aufging. Die Brücke wurde 2004 Teil der Kettle Falls International Railway, einer Tochtergesellschaft von OmniTRAX.

## Geschichte

### Erste Eisenbahnstrecken im Stevens County und Vorgängerbrücke bei Marcus (1902)

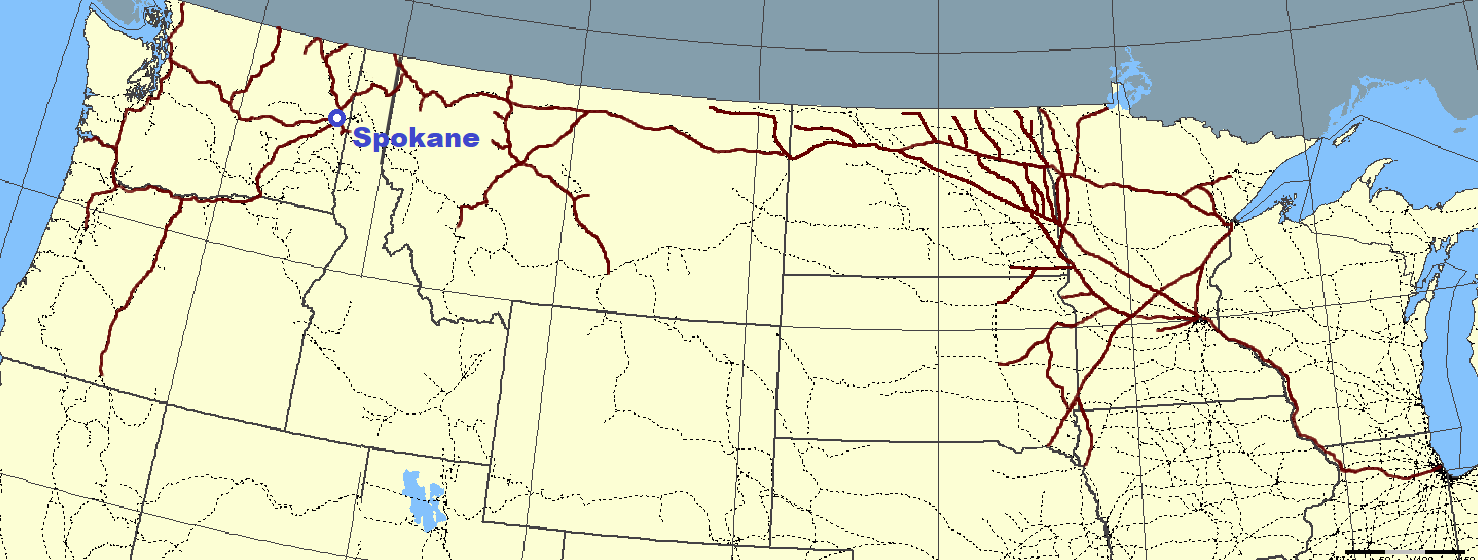
Great Northern um 1920, oben links Spokane mit dem Abzweig Richtung Norden nach British Columbia

| Columbia River |

| Columbia River |

| Yakima River |

| Snake River |

| Mount Rainier |

| Grand-Coulee-Talsperre |

| Mount Rainier |

| Portland |

| Northport |

| Grand Forks |

| Danville |

| Kennewick |

| Spokane |

| Republic |

| Marcus |

| Seattle |

| Laurier |

| Colville |

| Chewelah |

| Puget Sound |

| Kaskaden- kette |

| Oregon |

| Washington |

| Stampede Pass |

| Stevens Pass |

Mit dem Bau der nördlichen transkontinentalen Verbindungen in den USA durch die großen Eisenbahngesellschaften Northern Pacific Railway (NP) und Great Northern Railway (GN) Ende des 19. Jahrhunderts, die in Washington über Spokane und die Kaskadenkette (Stampede Pass bzw. Stevens Pass) zum Puget Sound verliefen, entstanden meist durch kleinere Bahngesellschaften auch eine Vielzahl von Abzweigen, die größtenteils später von der NP oder GN übernommen wurden. Der Unternehmer Daniel Chase Corbin baute im Stevens County im Nordosten von Washington die Spokane Falls & Northern Railway, die von Spokane (bis 1891 Spokane Falls) nordwärts über Colville nach Marcus und von hier entlang des Columbia über Northport zur Grenze von British Columbia verlief. Um in Kanada die Silberminen bei Nelson zu erreichen, erweiterte Corbin die Strecke mit der Nelson & Fort Sheppard Railway und stellte 1893 die Verbindung nach Spokane fertig. Durch den Erwerb der Aktienmehrheit erlangte 1898 die Great Northern unter der Leitung von James J. Hill die Kontrolle über die beiden Eisenbahngesellschaften.
Als nordwestliche Erweiterung errichtete Hill ab 1901 von Marcus aus die Washington & Great Northern Railway, die entlang des Kettle River nach Laurier und über Grand Forks wieder südwärts nach Republic verlief. Von Marcus aus, das am Südufer des Columbia lag, baute man dazu eine Holzbrücke mit Howe-Fachwerkträgern (benannt nach ihrem Erfinder William Howe). Die 1902 fertiggestellte Brücke war erst die dritte Brücke über den US-amerikanischen Teil des fast 2000 Kilometer langen Flusses, über den heute mehr als 30 permanente Flussquerungen führen. Am Nordufer des Columbia verlegte man die Gleise westwärts zur Mündung des Kettle und dann weiter nordwärts am Ostufers des Nebenflusses entlang. Hauptgrund für den Bau der Strecke war die Erschließung der Kupferminen bei Grand Forks und der Goldminen in der Gegend um das heutige Republic, das nach dem damals größten Minenbetreiber Great Republic benannt ist. Im Jahr 1907 gingen die drei kleinen Bahngesellschaften schließlich vollständig in der GN auf.

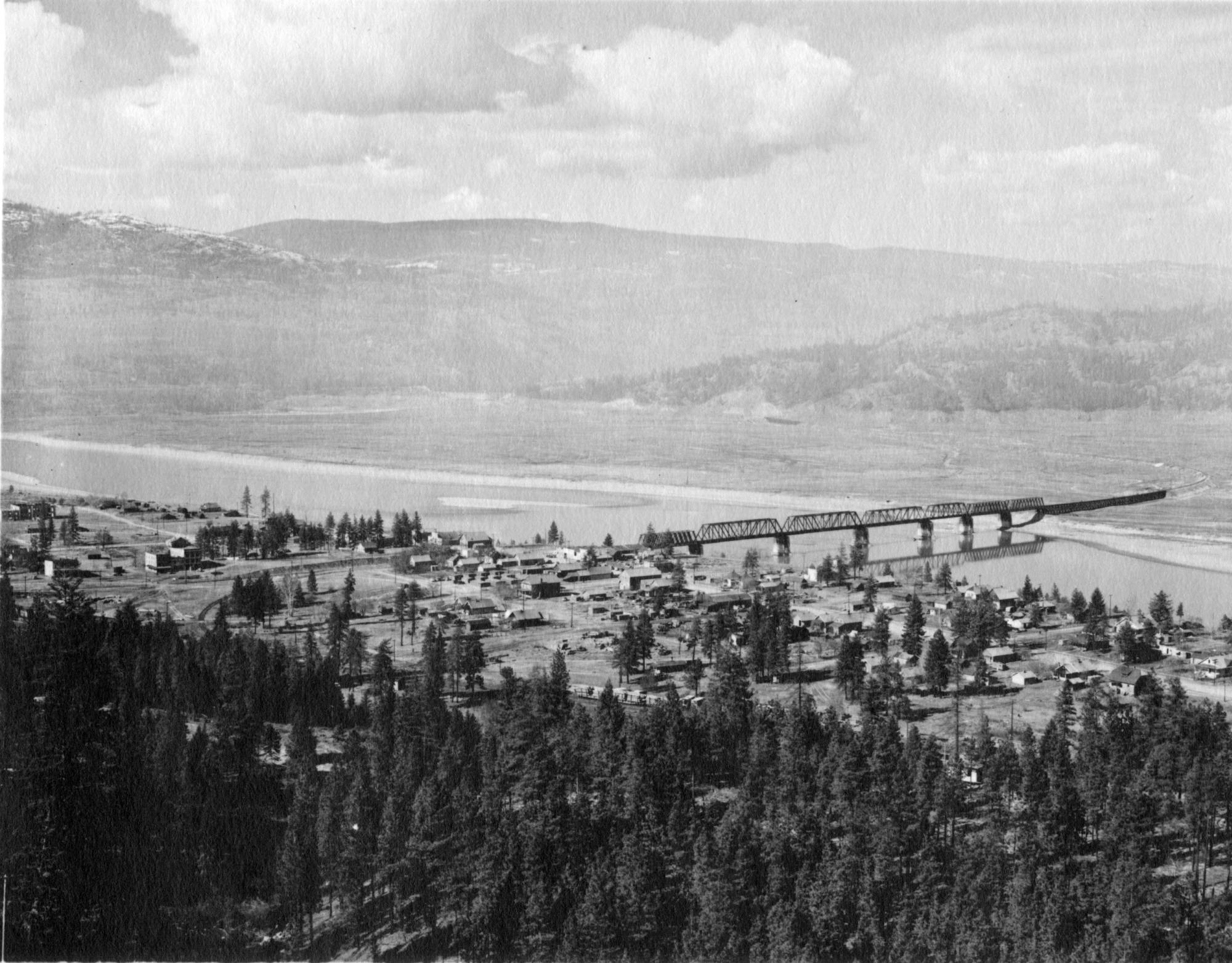
Die Brücke der GN bei Marcus im März 1941, Blick nach Nordwest

Mit dem Ausbau des Straßennetzes im Bundesstaat Washington entstand in den 1910er Jahren im Ostteil mit dem Inland Empire Highway eine Nord-Süd-Verbindung, die von Spokane aus dem Verlauf der Spokane Falls & Northern Railway folgte. Die Straßen waren damals noch hauptsächlich Schotterpisten und die Flussquerungen wurden durch Autofähren realisiert. In den 1920er Jahren begann man mit der Asphaltierung und errichtete die ersten Straßenbrücken, so zum Beispiel die Pasco–Kennewick Bridge (1922) über den Columbia. Im nördlichen Teil der 1923 in State Road No. 3 umbenannten Schnellstraße musste auf dem Weg nach Laurier ebenfalls der Columbia überquert werden. Die GN versah ihre Brücke bei Marcus 1926 mit Holzplanken und bot sie als mautpflichtige Flussquerung für den Straßenverkehr an. Der Bundesstaat wollte aber auf Straßen, die durch Steuergelder finanziert wurden, keine kostenpflichtigen Brücken und errichtete 1929 sechs Kilometer flussabwärts unweit der Stromschnellen Kettle Falls eine eigene Brücke.

### Grand-Coulee-Talsperre und neue Brücken an den Kettle Falls (1941)

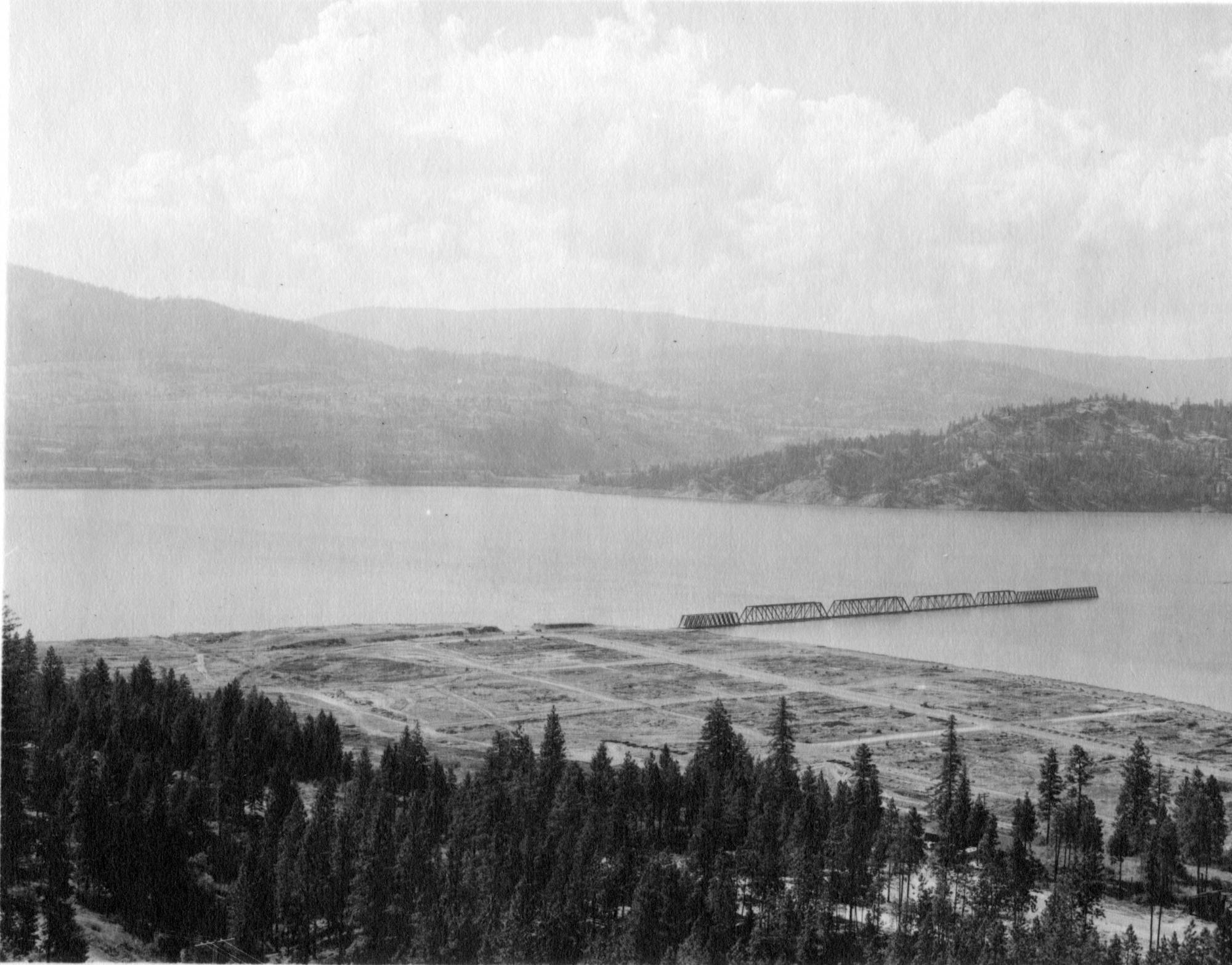
Die Brücke Ende Juli 1941, davor das geräumte Stadtgebiet von Marcus

Als Teil des Columbia Basin Project wurde ab 1933 am nördlichen Ende der Grand Coulee die gleichnamige Talsperre am Columbia River errichtet, die den Oberlauf des Columbia Rivers und Teile des Spokane Rivers zum über 240 Kilometer langen Franklin Delano Roosevelt Lake aufstauen sollte. Der nördliche Teil des Stausees sollte auch die Ortschaften Marcus und Kettle Falls sowie die namensgebenden Stromschnellen überfluten. Das Bureau of Reclamation plante daher die Umsiedlung auf höher liegende Areale und das ehemalige Kettle Falls verschmolz mit dem weiter östlich gelegenen Meyers Falls zur heutigen Gemeinde Kettle Falls. Da auch die Verlegung der GN-Strecke notwendig wurde und die Straßenbrücke an den Stromschnellen zu niedrig war, sollte hier eine neue kombinierte Eisenbahn- und Straßenbrücke entstehen. Schließlich konnte aber keine Einigung über die Nutzungsbedingungen mit der GN erzielt werden und man entschied sich für den Bau zweier separater, parallel verlaufender Brücken, die flussaufwärts direkt neben der alten Straßenbrücke errichtet wurden. Für die Eisenbahnbrücke war die American Bridge Company zuständig, die die Bauarbeiten bis Mai 1941 abgeschlossen hatte. Die Straßenbrücke von 1929 und die Eisenbahnbrücke bei Marcus von 1902 baute man vor dem Ansteigen des Stausees ab und verwendete Teile davon an anderen Flussquerungen oder beim Staudammbau wieder.
Da die Eisenbahnstrecke hinter der Brücke jetzt auf der Westseite des Columbia verlief, war an der Mündung des Kettle, in Höhe der Landzunge Kamloops Island, der Bau einer weiteren Brücke notwendig, um den Anschluss an die nordwärts am Ostufer des Kettle verlaufenden Gleise wieder herzustellen. Durch den Bau eines dritten Laufwasserkraftwerks an der Grand-Coulee-Talsperre wurde in den Frühjahren 1966–1974 die Reduzierung des Stausees notwendig, was zur teilweisen Freilegung der ehemaligen Stromschnellen führte, die oberhalb der Brücken wieder sichtbar wurden.

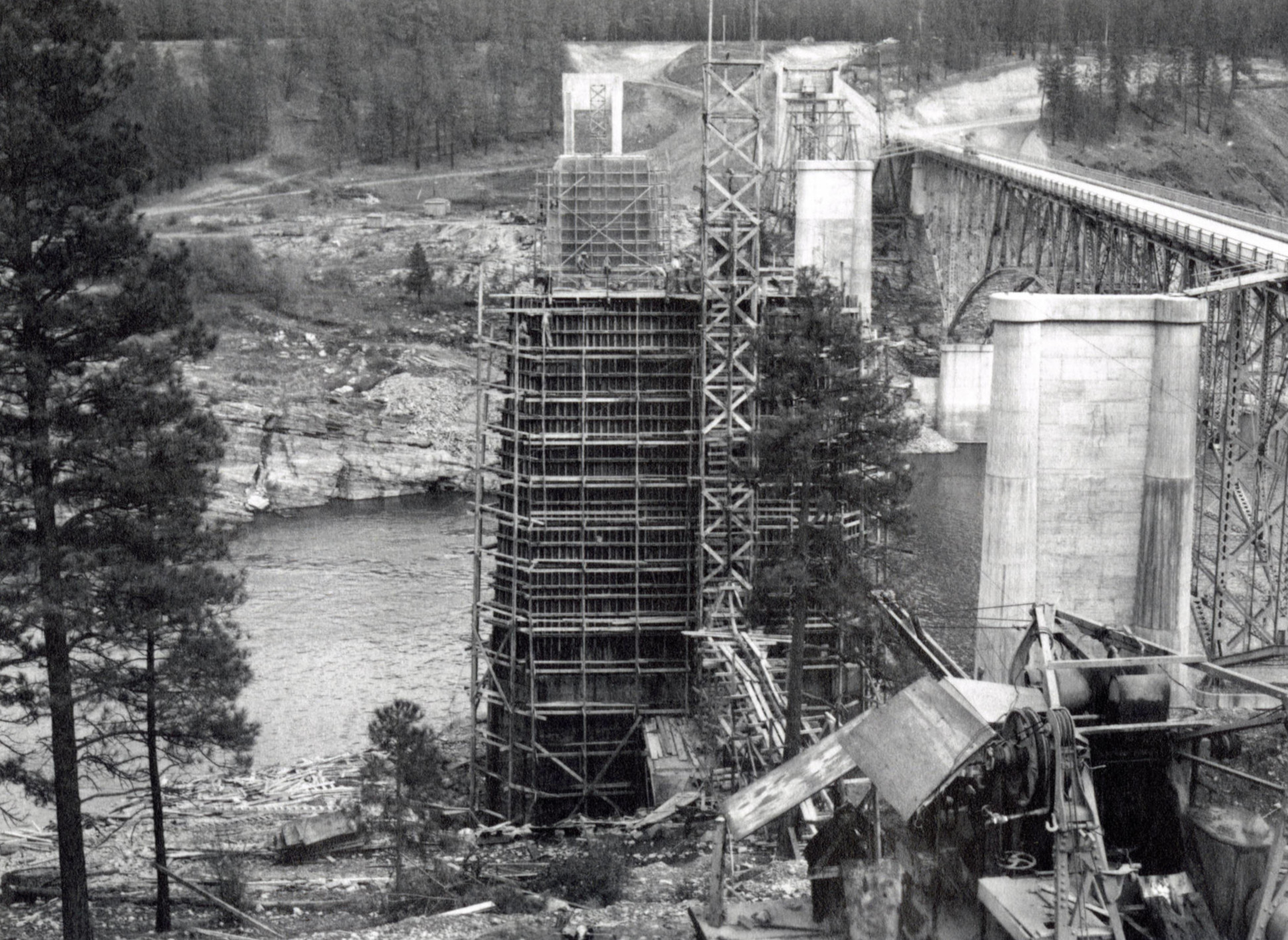
Bau der Brücken im Oktober 1940 neben der Straßenbrücke von 1929 (links Pfeiler der Eisenbahnbrücke)
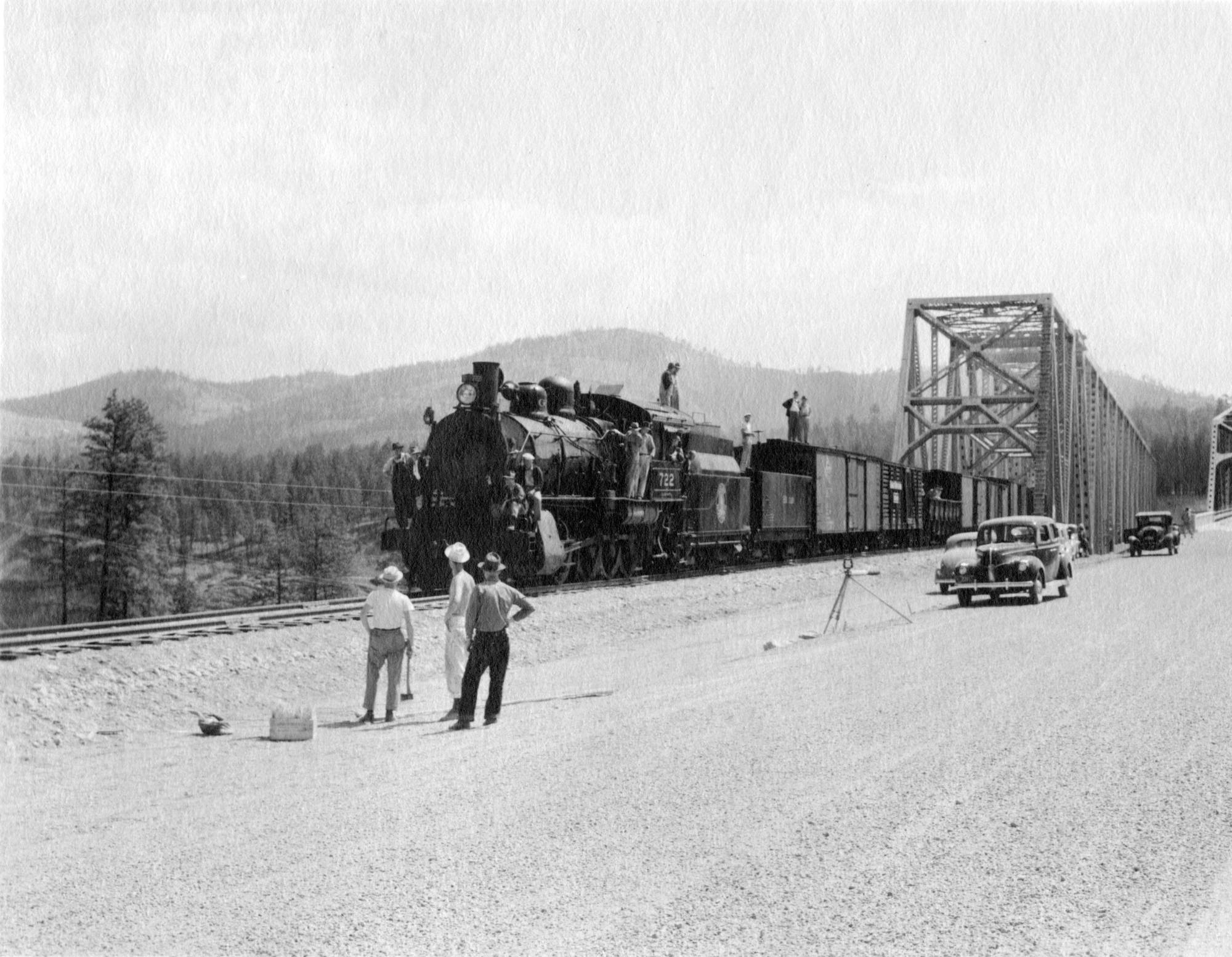
Der erste Zug passierte die neue Eisenbahnbrücke am 26. Mai 1941, Blick nach Osten
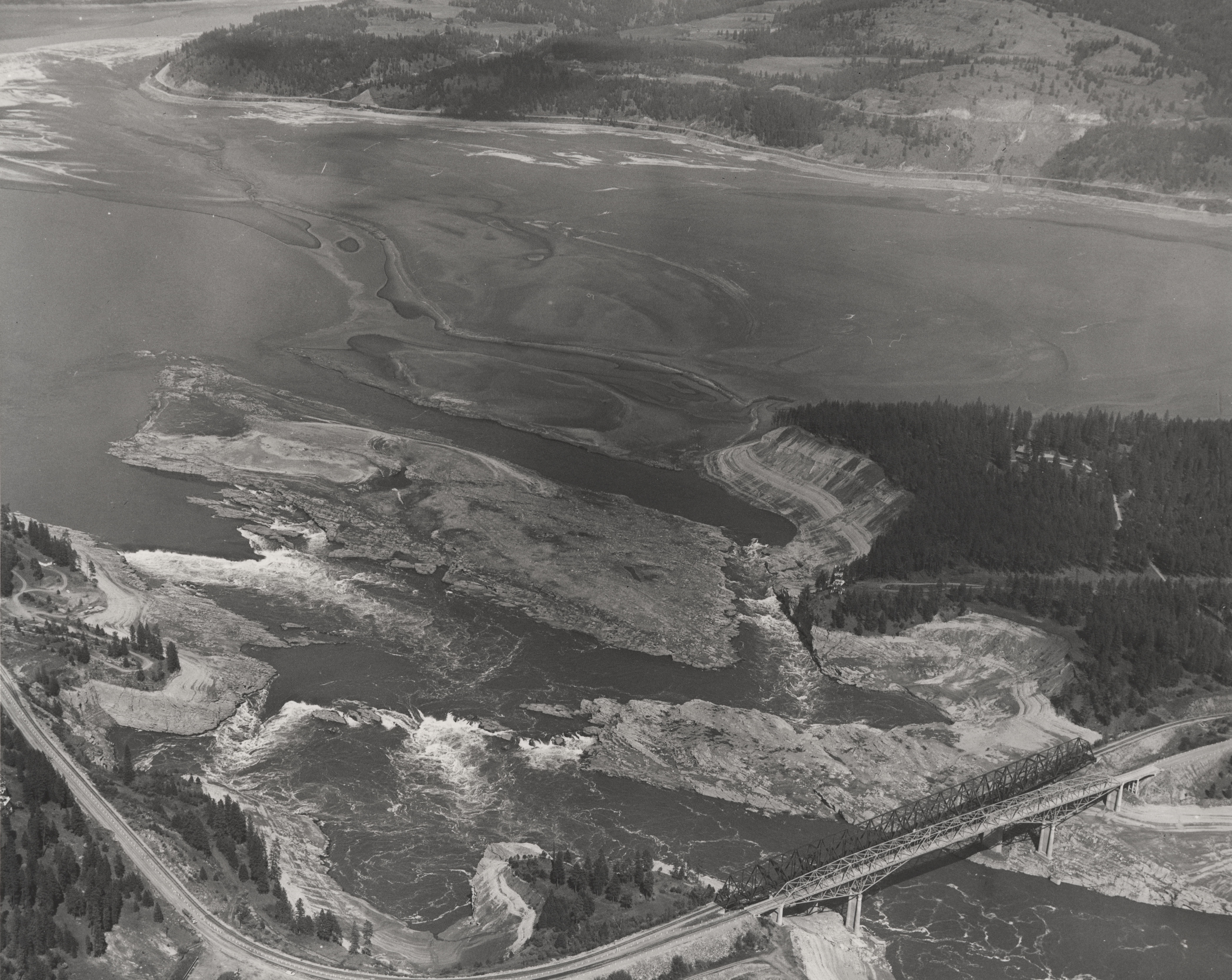
Freilegung der Kettle Falls 1969 beim Ausbau der Grand-Coulee-Talsperre

### Kettle Falls International Railway (2004)
Die Great Northern Railway fusionierte 1970 mit der Northern Pacific Railway, der Chicago, Burlington and Quincy Railroad und der Spokane, Portland and Seattle Railway zur Burlington Northern Railroad, die wiederum 1995 mit der Atchison, Topeka and Santa Fe Railway zur heutigen BNSF Railway fusionierte. Im Jahr 2004 übernahm die regionale Eisenbahngesellschaft Kettle Falls International Railway (KFR), eine Tochtergesellschaft von OmniTRAX, den Streckenteil von Chewelah aus über Northport nach British Columbia sowie über Grand Forks nach Republic und wurde Eigner der Kettle Falls Railroad Bridge. Der Streckenteil von Danville nach Republic wurde aber schon 2008 stillgelegt. Ende 2018 wurde die östliche Strecke der KFR, von Chewelah über Northport, an die St. Paul and Pacific Northwest Railroad veräußert, die zum Eisenbahn- und Holdingunternehmen Progressive Rail gehört. Die KFR betreibt nur noch den westlichen Abschnitt von der Brücke nach Danville.

## Beschreibung
Die genietete Stahl-Fachwerkbrücke besteht aus einem 371 m langen Gerberträger, der auf zwei Strompfeilern und den Widerlagern ruht. Der Gerberträger hat ein ungewöhnliches Design, da nicht wie sonst üblich ein Einhängeträger in der Mitte befestigt ist, sondern der zentrale Träger von zwei Einhängeträgern an den Außenseiten flankiert wird. Der zentrale Träger hat eine Spannweite von 185 m zwischen den Strompfeilern (Ankerarm) und kragt an den Außenseiten jeweils 34,7 m über die Pfeiler hinaus. An diesen Auslegerarmen sind die Einhängeträger gelenkig montiert, die an den Widerlagern ein Festlager besitzen. Die Länge der Einhängeträger beträgt auf der Ostseite 46,3 m und auf der Westseite 69,5 m. Der Gerberträger ist als parallelgurtiges Strebenfachwerk mit Pfosten ausgeführt, wobei sich der Untergurt im Bereich der Pfeiler beidseitig auf etwa 30 m nach unten neigt und hier das sonst 18,3 m hohe Fachwerk vergrößert. Dieses Design wählte man ebenfalls für die Straßenbrücke und konnte dadurch die Strompfeiler auf eine kostengünstigere Höhe beschränken. Die Breite des Stahlträgers liegt bei etwa neun Metern. Die Gleisebene wird im Inneren auf zwei parallelen Vollwandträgern geführt, die durch Querträger der gleichen Bauart mit den Pfosten der Fachwerke verbunden sind.
Die Eisenbahnbrücke verläuft nicht genau parallel zur flussabwärts folgenden Straßenbrücke. Der Abstand zwischen den Mittelachsen der Brücken beträgt auf der Westseite etwa 18 m und auf der Ostseite fast 40 m. Zudem sind die Strompfeiler der Eisenbahnbrücke um etwa 15 m zu den Pfeilern der Straßenbrücke nach Westen versetzt.

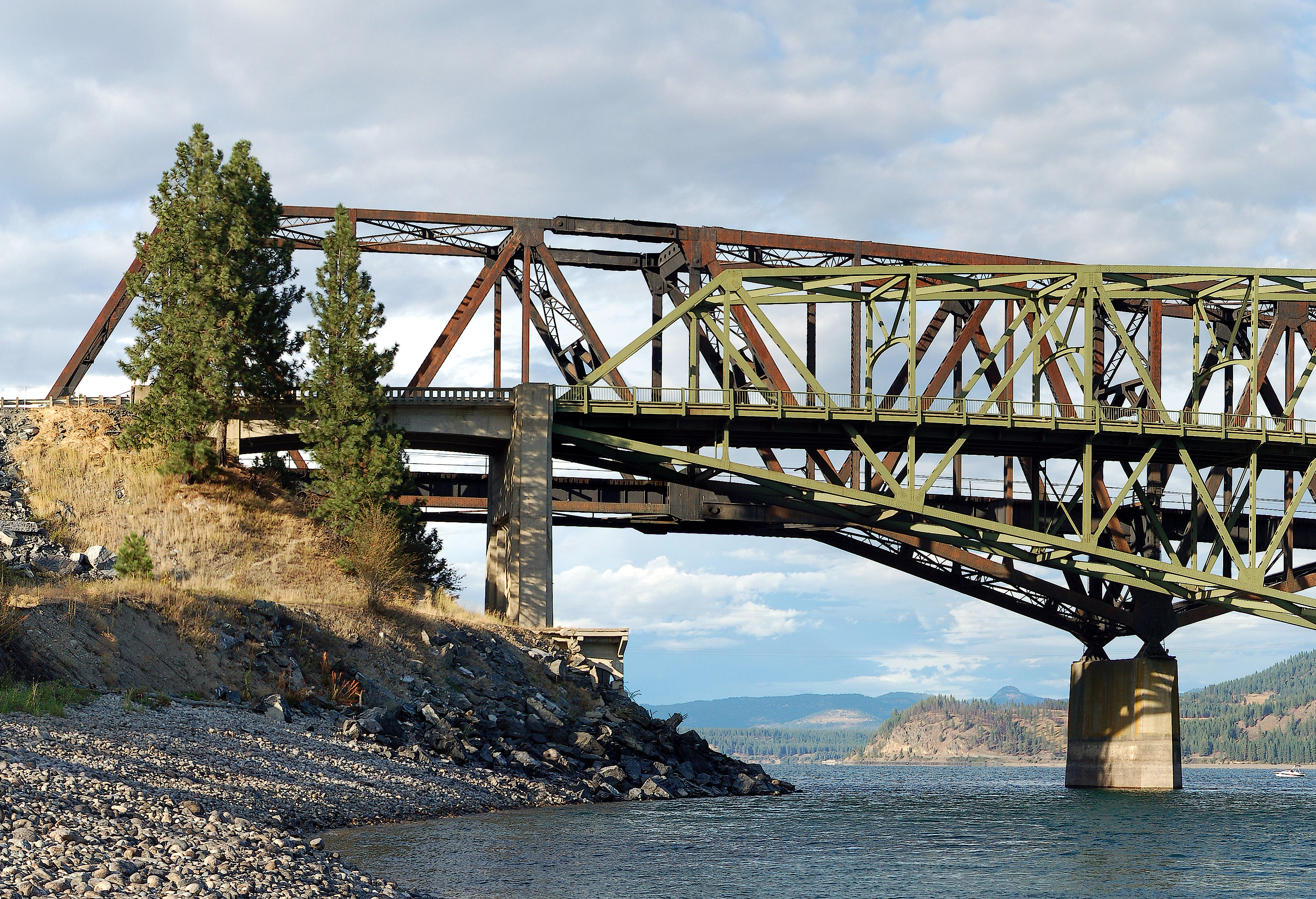
Einhängeträger auf der Westseite
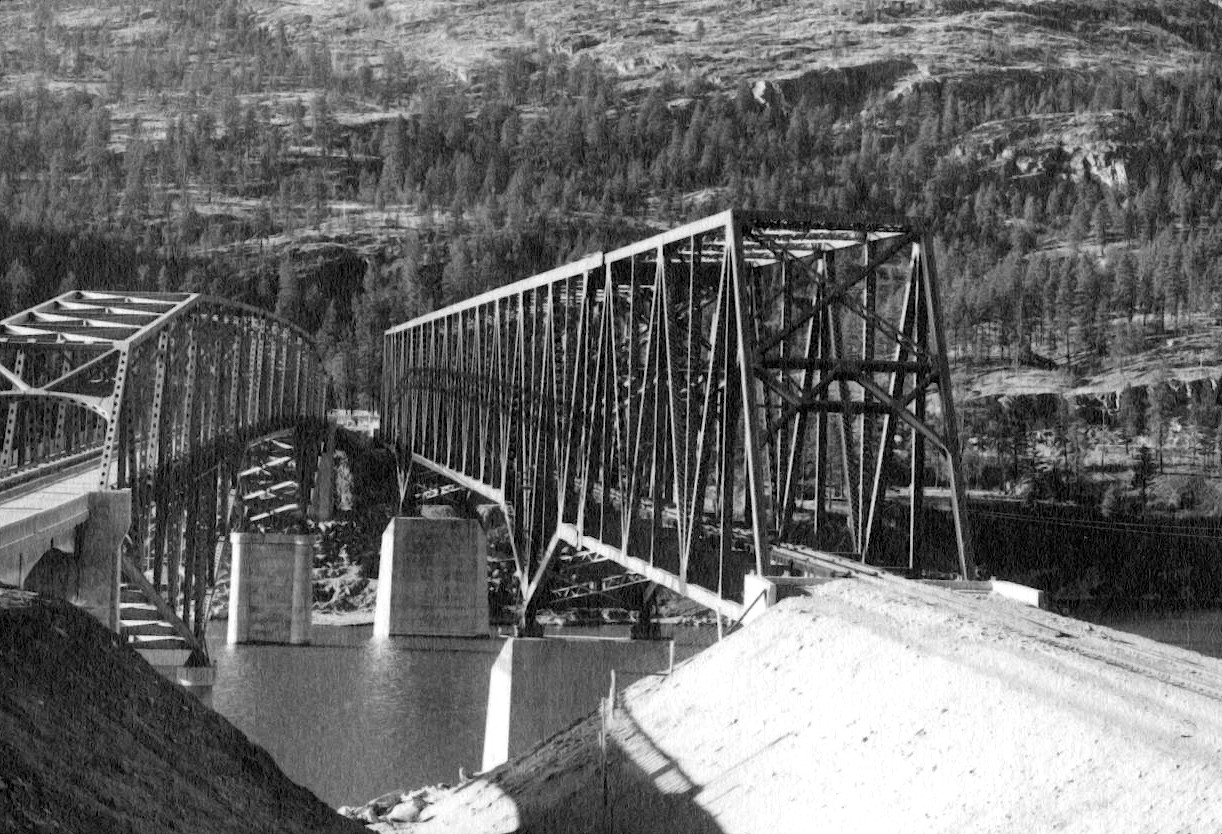
Rechts die Eisenbahnbrücke kurz nach der Fertigstellung 1941, Blick nach West
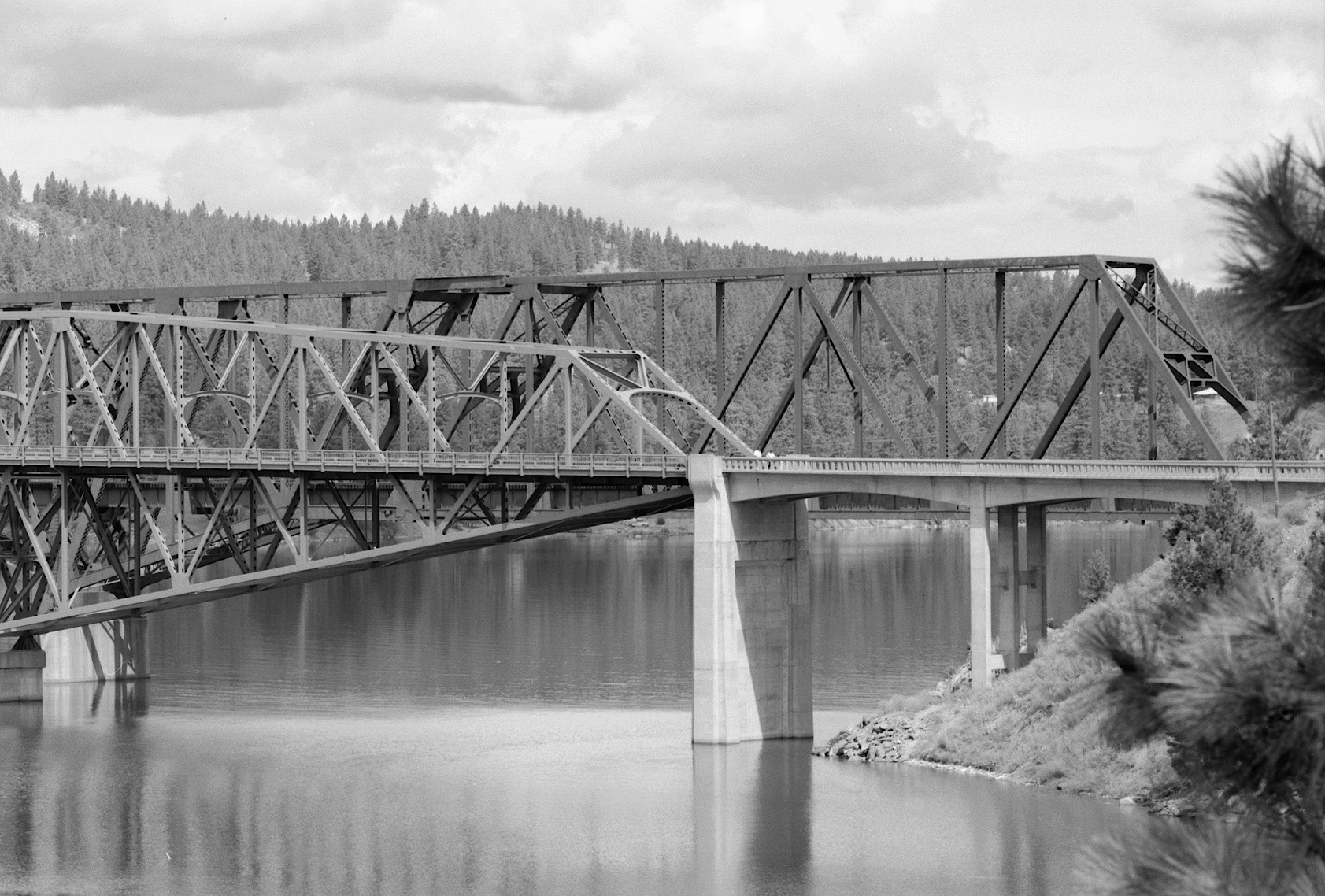
Einhängeträger auf der Ostseite